# Libro Bermejo del Archivo Colegial de Daroca
El Libro Bermejo del Archivo Colegial de Daroca (Libro vermello de l'Archivo Colechial de Daroca en aragonés, LIBER BERMEXUS CARTUARIUS SANCTAE ECCLESIAE SANCTISSIMUM CORPORALIUM DAROCENSIS en latín) es un códice conservado en el Archivo de la Iglesia Colegial de Santa María de los Corporales, en la ciudad de Daroca. Se le dice "Bermejo" porque tenía un color rojizo que ya se ha perdido.
La datación general de la documentación es del cuarto final del siglo XIV, pero incluye también documentos anteriores a esa época, como la Adjudicación de Diezmos y Primicias de las Aldeas de la Comunidad de Daroca, por parte de Raimundo de Castrocol (1205), donde se nombra por primera vez a muchos de los pueblos y aldeas de la Comunidad, algunos de ellos ya desaparecidos.

Asigno et tribuo ecclesie Sancte Marie de Darocha, ecclesias de Barrachina, et de Navarret, et de Calamocha, et eas semper iuste et canonice possideant; clericis Sancti Petri, concedo ecclesia de Loçana, et eam semper canonice possideant: clericis Sanct Dominici, concedo ecclesias de Cosa et de Rubiolos, ut eas semper canonice possideant; clericis Sancti Michaelis, concedo ecclesias de Langua et de Cebollada, ut eas semper canonice possideant; clericis Sanct Jacobi, concedo ecclesiam de Castielpedres, ut eam semper canonice possideant; clericis Sancti Martini de la Parra, concedo ecclasia d'El Enderme, ut eam semper canonice possideant; clericis Sancti Laurencii, concedo ecclesiam de Retascon, ut eam semper canonice possideant; clericis Sancti Valerii, concedo ecclesiam de Valconchan, ut eam semper canonice possideant;

Hoc autem est divisio Sancte Marie habet Signa Torrillo, Covas, Corlas, Anento, Ferrerola, Tonda, Covas de Portelo Rubeo, Lechon, Montnegriellos, Villaalbiella, Forcallo, Tortolon, Baguena. Sciendum vero est quod istas supramemoratas aldeas habet ecclesia de Sancta Marie sorte datas sint, et alie habent alias. Sciendum quod decimacionem de Baguena prior Sancte Marie caro tribuit ut teneat eam in pace dum vixerit, et cum obierit fiat de illa sint de aliis. Clerici et ecclesia Sancti Petri habent Olalia, Pelarda, Fuentesclaras, Villargasconem, Lectago, Luco, Tramasaquas, Salze, Villalpardo, Torralva del Senyor, Badules, Tordenigris, Ferrera. Clerici et ecclesia Sancti Andree habent Cerbera, Sarçola, Michael, Romanos, Lançola, Baldeforna, Tampariellas. Clerici ecclesiea Sancti Johannes, habent Portelrubeo, Tuera, Las Casas, Collados, Manchones, Salze, Murero, Baselga, Aldea Dominico Ferrero, Ceyda. Clerici et ecclesia Sancti Dominici habent Allueva, Fuentfrida, Losella, Bea, Noros, Pardellos, Corberola, Vello, Castelpedrés, Losella, Gallocanta, Ollosnigros, Pozuel. Clerici et ecclesia Sancti Michaelis habent Poyo, Santet, Mezquita, Valdesantmartin, San Martin, Ambosportos, Odón, Blancas, Torreziella. Clerici Sancti Jacobi et ecclesia habent Alpenyes, Corvacon, Langosto, Villalba, Torralba, Fuset, Villarguerrero, Rubiolos, Dacos, ambas Nominevillas, Baldariento, Laguerola, Godos. Clerici et ecclesia Sancti Martini et Sancti Laurencii et Sancti Valerii, habent Castellon, Sarcola, Banyon, Villardecosa, Villanova. Decimacionem vero de Pancrudo.

- Datos: Q9022268